# Oppidum Uetliberg

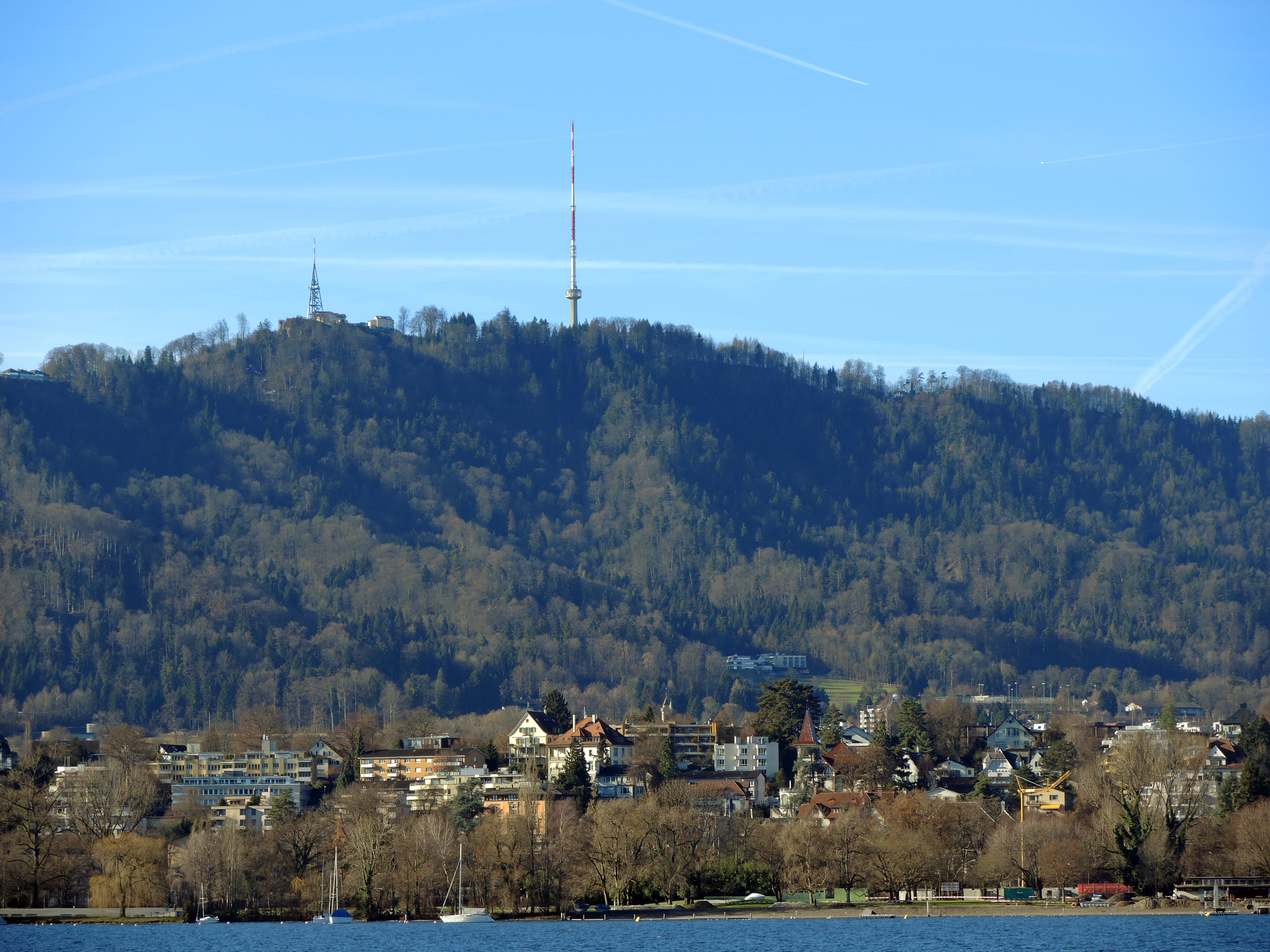
Das Gipfelplateau des Uetlibergs, vom Zürichhorn (von Osten) aus gesehen

Das Oppidum Uetliberg befand sich auf dem Gipfelplateau des Zürcher Hausbergs Uetliberg, auf dem Gebiet der Schweizer Gemeinde Stallikon.
Anstelle des Begriffs Oppidum wird in der allgemeinen Literatur zuweilen die Umschreibung ein keltischer Fürstensitz mit dorfartiger Siedlung und Befestigungsanlage, Refugium oder befestigte späthallstattzeitliche Höhensiedlung benutzt.

## Topographie
Der befestigte Siedlungsbereich erstreckte sich vermutlich vom südöstlichen Ende des Gipfelplateaus, Uto Kulm (873 m ü. M.) genannt, bis zum westlich gelegenen Höhenplateau Aegerten (859 m ü. M.) und dem Vorgelände der westlich angrenzenden heutigen SZU–Bergstation (820 m ü. M.) Uetliberg. Die grösste Ausdehnung des am Westhang des Uetlibergs gelegenen, von einem rund 2 Kilometer breiten Wallsystem befestigten Gebiets, beträgt rund 1,5 Kilometer in Richtung Nordwest–Südost.
Zu den heute noch deutlich sichtbaren Zeugen aus dem 5. Jahrhundert v. Chr. gehören der in der frühen La-Tène-Zeit angelegte Fürstengrabhügel Sonnenbühl (795 m ü. M.) und die imposanten Reste eines ausgedehnten Wallsystems (659 m ü. M.) aus der Älteren Eisen- oder Hallstattzeit.

## Besiedlungsgeschichte

### Frühgeschichte
Ob das keltische Wort Udt für Frau namensgebend für die heutige Bezeichnung Uetliberg ist, bedarf der Klärung; der sogenannte Fürstengrabhügel Sonnenbühl war zumindest die letzte Ruhestätte einer Frau.

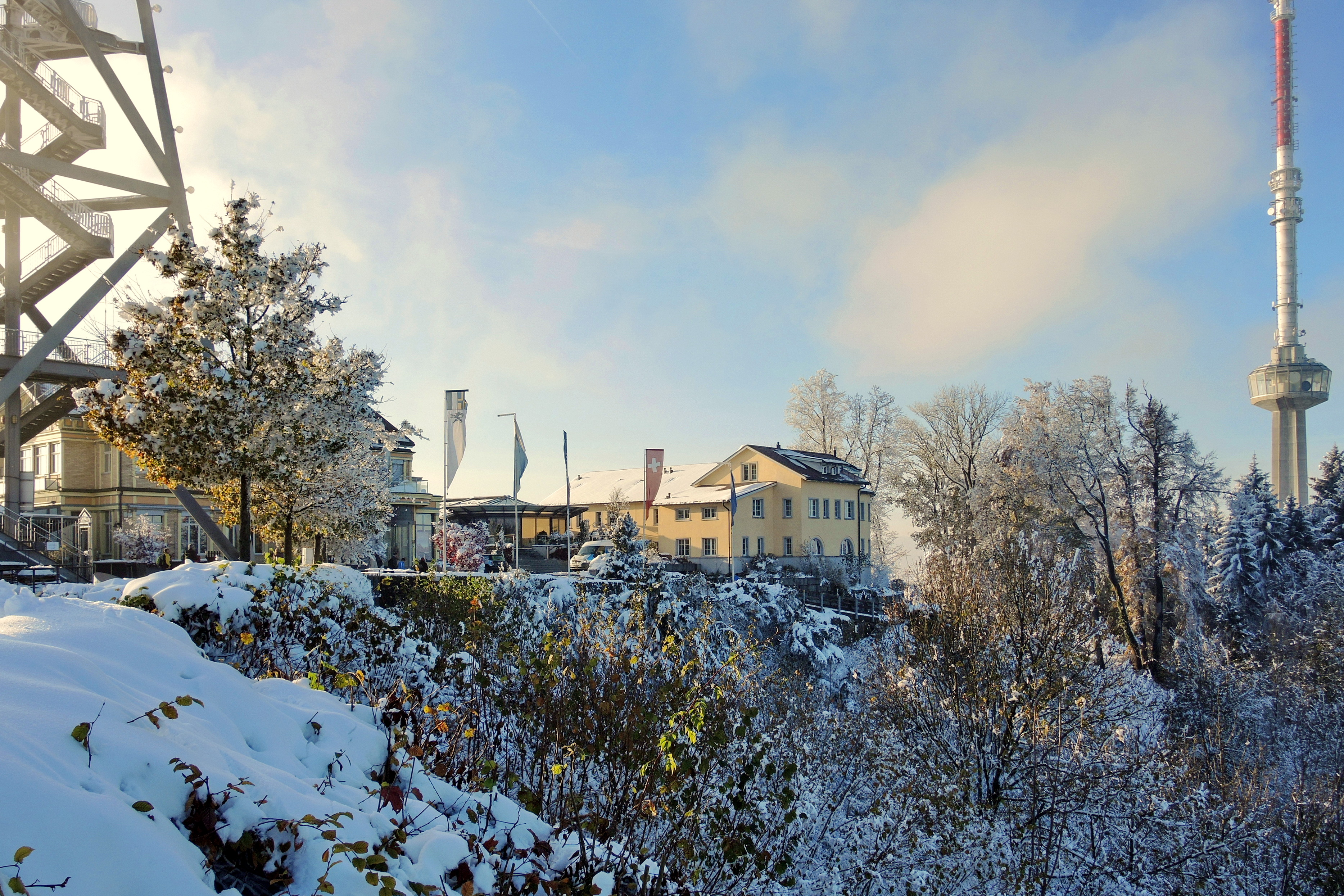
Uetliberg, Plateau Uto Kulm Gesamtansicht

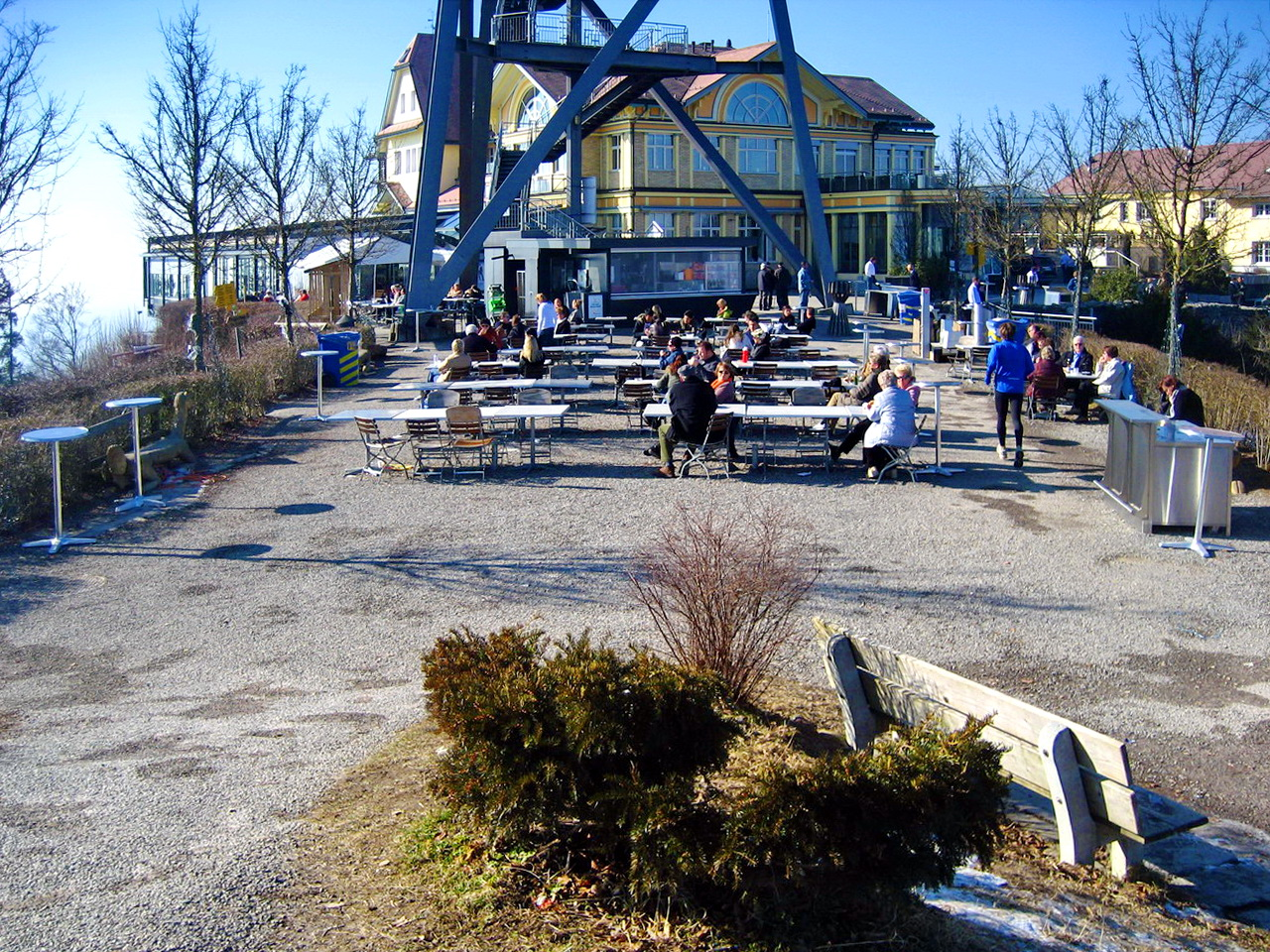
Uetliberg, Plateau Uto Kulm

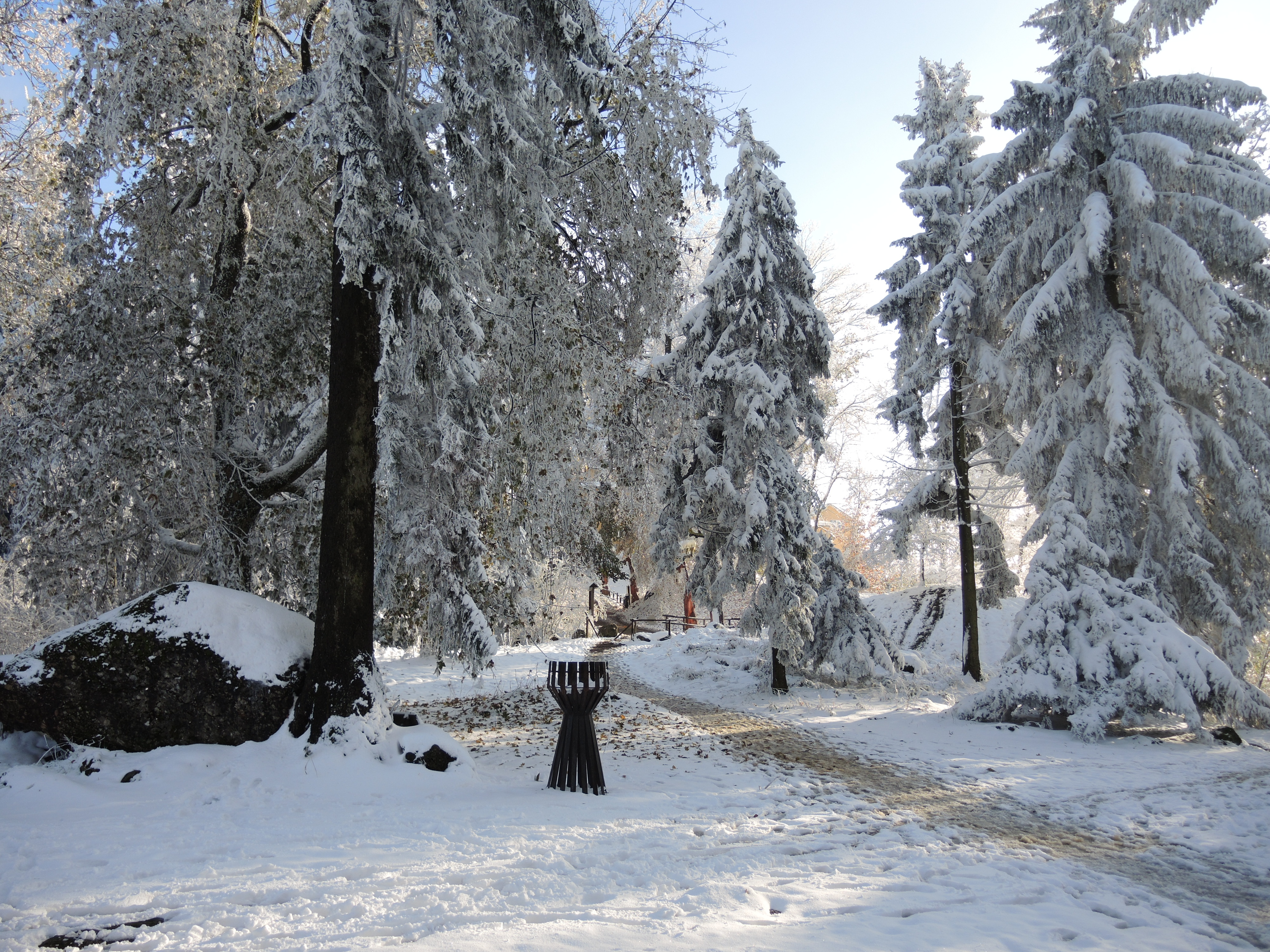
Uetliberg, Aegerten, im Hintergrund Uto Kulm

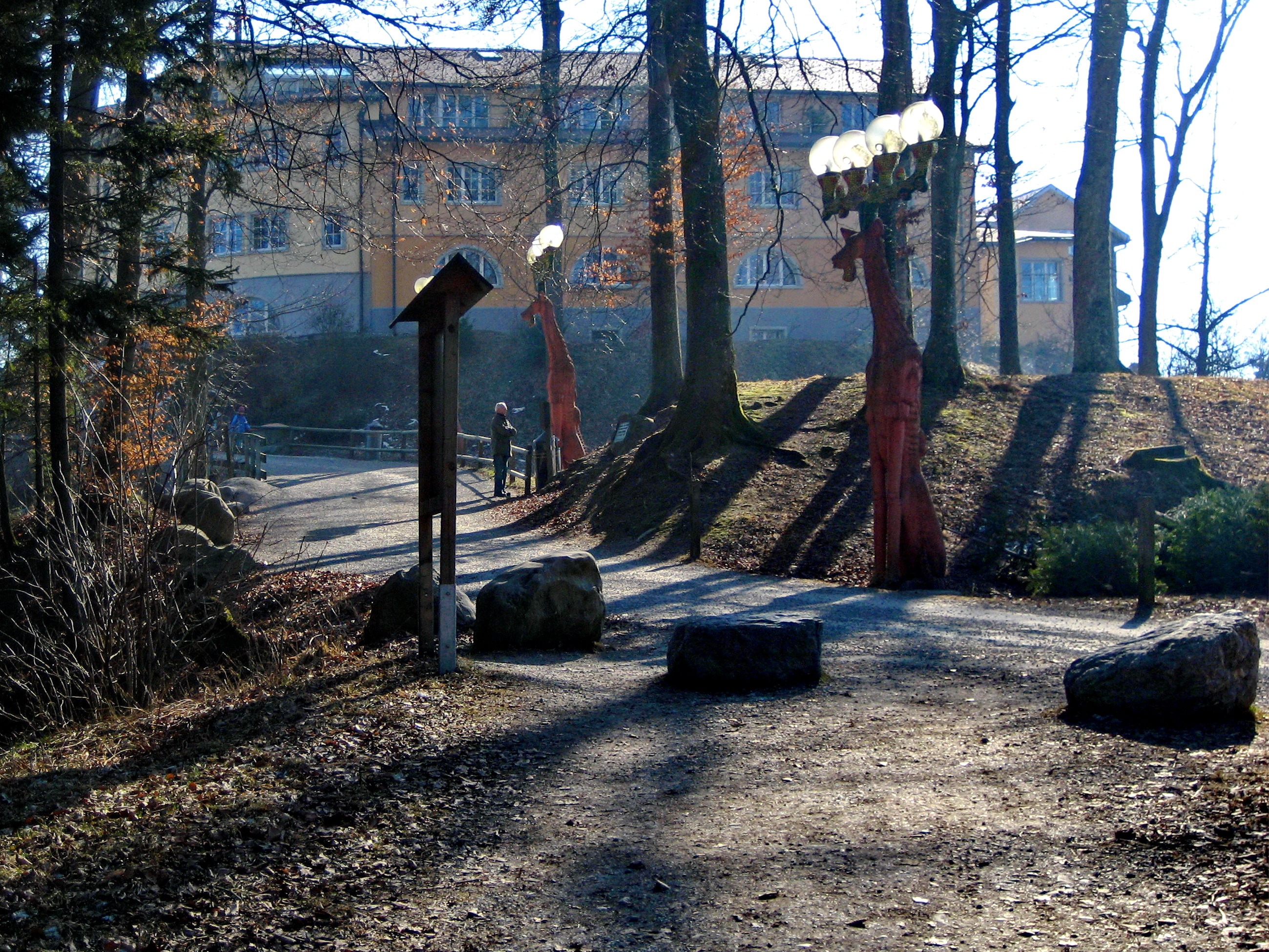
Uto Kulm: Überreste des Halsgrabens und (dritten) Walls

Durch unsachgemässe Fundsicherung im 19. Jahrhundert, aufgrund von Erosion und reger Bautätigkeit auf dem Gipfelplateau liegen nur wenige zusammenhängende Fund- und Kulturschichten vor. Hingegen belegen rund 60000 Fundstücke aus archäologischen Grabungen, dass das Gipfelplateau des Uetlibergs spätestens seit der Jungsteinzeit überregionale Bedeutung gehabt haben muss. Die ältesten bekannten Einzelfunde dürften 6000 Jahre alt sein und stammen aus der Jungsteinzeit; erste dauerhafte Besiedlungsspuren werden in die späte Bronzezeit (11. Jh. v. Chr.) und frühe Eisenzeit datiert.

### La–Tène–Zeit
Die Wallanlagen lassen auf eine erste Befestigung des Gipfelplateaus Uto Kulm und des Vorgeländes (SZU–Bergstation und Aegerten) im 5.. Jahrhundert v. Chr. durch keltische Helvetier schliessen. Insbesondere die erkennbaren Reste und ursprünglichen Ausmasse des Wallsystems sind beeindruckend: Beginnend ab der heutigen SZU–Bahnstation Ringlikon (684 m ü. M.) wurden hangaufwärts drei Befestigungswälle erstellt, von denen dem Bahntrassee und Wanderweg entlang Reste von 14 Metern Höhe und 35 Metern Tiefe zu erkennen sind. Das Wallsystem sicherte die ganze Breite des im Westen vergleichsweise flach ansteigenden Uetlibergs und war fast 2000 Meter breit. Der zweite Wall befestigte das dem Gipfelbereich westlich vorgelagerte Aegerten–Plateau, den Standort des Fernsehturms Uetliberg der Swisscom, der dritte Wall sicherte das Gipfelplateau Uto Kulm. Dieses imposante, tief gestaffelte Wallsystem schützte wohl bis zum ersten vorchristlichen Jahrhundert das keltische Oppidum im oberen Bereich des Uetlibergs. Im Osten und Westen und vermutlich auch im Süden des Gipfelplateaus sind aufgrund des teilweise steil abfallenden Geländes weitere Wallsysteme eher unwahrscheinlich. So weit es die weitgehend zerstörten Kulturschichten zuliessen, konnten bislang zwei eher kleinere dorfähnliche Siedlungsplätze auf dem Gipfelplateau archäologisch erfasst werden.

### Römische Epoche und Mittelalter
Um 15 v. Chr., nach der Eroberung durch Drusus und seinen Bruder Tiberius, beide Stiefsöhne des Augustus, lag das Gebiet am linken Ufer des Zürichsees im Grenzbereich der römischen Provinzen Raetia und Germania superior. Ein Wachturm mit Refugium am höchsten Punkt des Uetlibergs – zur Sicherung des Zollpunkts und späteren auf dem Lindenhof gelegenen Kastells beim vicus Turicum (Zürich) – hatte wohl bis zum Vordringen der Alamannen in die römische Provinz Germania superior respektive Gallia Belgica strategische Bedeutung. Es gilt als sehr wahrscheinlich, dass das Gipfelplateau, nach dem Abzug der Römer aus den Gebieten nördlich der Alpen, für die sich im Gebiet der nördlichen Schweiz niederlassenden Alamannen, Karolinger und Ottonen (Pfalz auf dem Lindenhof) eine ähnlich wichtige Bedeutung gehabt haben dürfte.
Unterhalb des Hotels Uto Kulm, auf dem Gipfelplateau des Uetlibergs, wo die mittelalterliche Uetliburg stand, sind Reste des inneren Wallsystems zu erkennen. Beim Bau des Hotels wurden die letzten Reste der einstigen Burg zerstört. In der frühen Neuzeit stand auf dem Uto Kulm eine Hochwacht (ca. 1620–1812) und die noch vorhandenen Überreste der mittelalterlichen Uetliburg verschwanden oder wurden abgetragen.

## Archäologische Erforschung
Erste Grabungen und Sondierungen im Bereich des Gipfelplateaus wurden 1836 bis 1839 beim Bau des Gast- und Kurhauses Uetliberg und nochmals 1866 durch Ferdinand Keller vorgenommen. Ein Gräberfeld aus dem 5. Jahrhundert v. Chr. wurde 1874 beim Bau der SZU–Bergstation zerstört. Danach kamen, beispielsweise 1874 beim Bau der Uetlibergbahn und 1901 bei der Verbreiterung des Bahntrassees wiederholt eine Vielzahl von Einzelfunden sowie die Mauerreste und der bereits erwähnte, vorgelagerte Schutzwall der mittelalterlichen Uetliburg zutage. Weitere Grabungen erfolgten 1958/59.
Als 1978 auf dem Uetliberg eine neue Phase der Ausgrabungstätigkeit begann, wurde das Gipfelplateau bis 1989 von der Kantonsarchäologie Zürich aufgrund umfangreicher Bauarbeiten – 1990 Eröffnung des neuen Aussichtsturms, des erweiterten Restaurants und Hotels Uto Kulm – systematisch neu erforscht und die verbliebene Wehrmauer der mittelalterlichen Uetliburg ausgegraben und konserviert.

## Befunde

### Einzelfunde

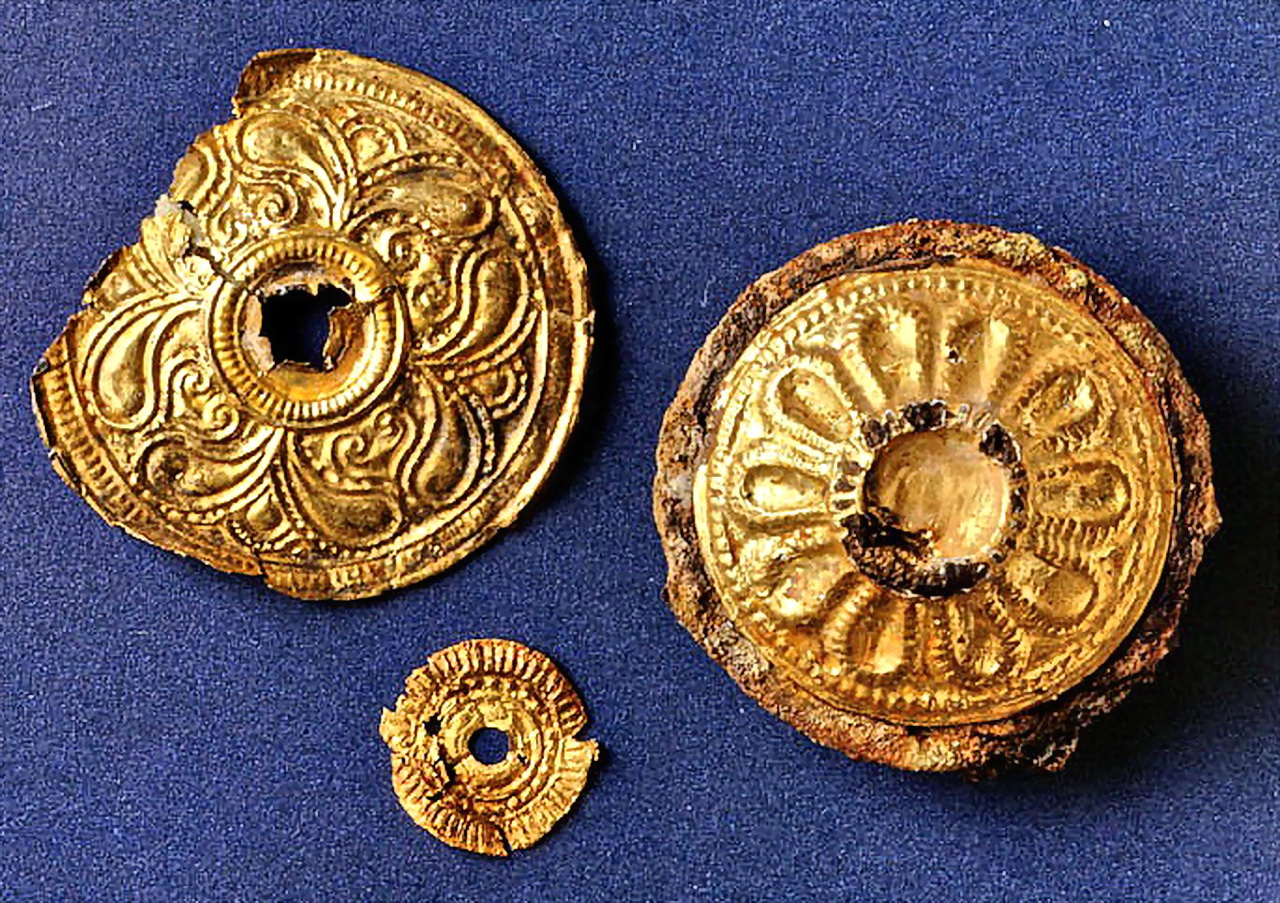
Goldscheiben aus dem Fürstengrabhügel Sonnenbühl

Zu den rund 60000 archäologischen Fundstücken gehören zwei Steinbeile und eine Hirschhornaxt aus der Jungsteinzeit sowie Meissel, der Kopf einer Dreiknotennadel, ein Rasiermessergriff, broncene Collier–Röhrchen und ein Henkelfragment eines aus dem griechischen Raum stammenden Weinmischgefässes (Uto Kulm) aus dem 10. Jahrhundert. v. Chr. Zu den weiteren Einzelfunden zählt eine keltische Potinmünze, die vermutlich im Oppidum geprägt worden ist, und Fragmente attisch-schwarzfiguriger Keramik. Im Schutt des Fürstengrabhügels fanden sich kunstvoll gefertigte Goldscheiben–Fibeln und eine Goldrosette, die als Exponate im Schweizerischen Landesmuseum in Zürich für die Öffentlichkeit zugänglich sind.
Aus der Frühphase der Spätbronze- oder Urnenfelderzeit stammende Keramiküberreste wurden im Rahmen der 1983 durchgeführten Untersuchung des Burggrabenareals nördlich des Uto–Kulms gefunden, darunter die Fragmente des Oberteils eines rund 80 Zentimeter hohen und reich mit Rillen und Zickzacklinien dekorierten Zylinderhalsgefässes aus dem 11. Jahrhundert v. Chr. (Hallstattzeit Stufe A2). Bereits 1916 wurde von einem Waldarbeiter ein sogenanntes mittelständiges Schaftlappenbeil am gleichen Fundort entdeckt.

### Siedlungsgebiet
Am Westhang des Uetlibergs, wo die Freiherren von Sellenbüren vermutlich im 10. Jahrhundert auf dem Ofengüpf ihre Holzburg errichteten, wurden in den Jahren 1950/51 die Überreste einer bronzezeitlichen Siedlung entdeckt. Eine zweite Siedlung lag weiter westlich, auf dem Gipfelplateau, die auch als Fluchtburg für die Bevölkerung des umliegenden Gebiets gedient haben könnte.
Funde und Fundumstände belegen, dass die Siedlungsfläche des Gipfelplateaus Uto Kulm vom südöstlichsten Sporn gemessen rund 150 Meter lang, also 40 Meter länger als heute, und rund 60 Meter breit war. Eine zusammenhänge Kulturschicht lässt sich nur annähernd bestimmen, insbesondere infolge der regen Bautätigkeit seit Beginn des 19. Jahrhunderts und vermutlich einiger Felsstürze – der letzte grössere war am 8. Mai 2004 bei der Fallätsche – die das Gipfelplateau des aus Molasse und Nagelfluh bestehenden Uetlibergs seit seiner ersten Besiedlung deutlich verkleinert haben.
In der dritten Phase der Spätbronzezeit oder Urnenfelderkultur dürfte hier eine dorfähnliche Siedlung bestanden haben. Die Hausbauten wurden vermutlich den Plateaurändern entlang errichtet. Erfasst wurden bei den Grabungen (1980) am steilen Nordosthang ein etwa sechs Meter langes und bis vier Meter breites Haus sowie nördlich und südlich davon Randpartien von zwei weiteren Häusern. Der Baugrund war rund 30 Zentimeter tief ausgehoben, vermutlich um genügend Platz für eine hölzerne Bodenkonstruktion zu gewinnen. Einzelne Bodenvertiefungen scheinen von Postenkonstruktionen zu zeugen, kleinere dicht beieinander liegende Pfahllöcher lassen auf Innenwände aus lehmbestrichenem Rutengeflecht schliessen. Der eingetiefte Baugrund von zwei der Häuser waren je mit einer bis 30 Zentimeter starken, humosen, schwarzen Kulturschicht aufgefüllt und stellenweise dicht mit Keramikscherben und Tierknochenresten durchsetzt. Der Grossteil der Keramik gehört in die sogenannte Stufe Hallstatt B1 (10. Jh. v. Chr.), mit Bruchstücken von grossen Vorratsgefässen, Kochtöpfen, Trinkbechern, aber auch von Schüsseln, Schalen und Tellern. Einstiche und Rillen sowie Einritzungen und Knochenweiss–Einlagen verzierten einen Grossteil des Geschirrs.
Da ähnliche Fundstücke nach den Berichten Ferdinand Kellers 1836 auf dem Uto Kulm und im Spätherbst 1866 auch auf dem nördlichsten Sporn des Ägerten–Plateaus gefunden wurden, darf angenommen werden, dass die Siedlung durch eine Wall–Graben–Befestigung unterhalb des Gipfelplateaus und sehr wahrscheinlich noch durch eine zweite, weit vorgeschobene Verteidigungsanlage gesichert war, an deren Stelle später der westliche Hauptwall (ca. 5. Jh. v. Chr.) hangaufwärts des heutigen Bahnhofs Ringlikon entstand. Bei den Grabungen von 1981/82 wurde, rund 35 Meter nördlich dieser Fundstelle, die bergseitige Böschung eines tiefen Grabens sondiert, von dem über dem östlichen Berghang noch Spuren vorhanden sind. Es dürfte sich hierbei um den zur spätbronzezeitlichen Befestigung gehörenden Halsgraben gehandelt haben, dessen Aushub als Baumaterial für die bergseitige, südlich davon erstellte Wallmauer respektive für die mittelalterliche Uetliburg auf dem Gipfelplateau verwendet worden scheint.

### Nutztierhaltung
Die damalige Nutztierhaltung wurde aufgrund der Tierknochenfunde von 1980 und 1981 bestimmt. An Haustieren: Hausrind 47,6 %, Ziege und/oder Schaf 18,2 %, Hausschwein 33,6 %, Hund 0,4 % und Pferd 0,2 %. An Wildtieren: Wildschwein (drei Knochen), Feldhase und Rothirsch (je ein Knochen). Das Hausrind dürfte eine Widerristhöhe von rund 1,25 Meter gehabt haben. Die Hausschweinreste – Kiefer und Eckzähne – lassen Zuchteber vermuten. Die Hunde hatten eine Widerristhöhe von etwa 50 Zentimetern und das Kleinpferd von etwa 1,25 Meter.

### Fernwegenetz (Karrgeleise)
Bemerkenswert sind sogenannte Karrgeleise (Geleisestrasse), die sich auf Uto Kulm unter Einfüllungen des 13. Jahrhunderts fanden, und auf ein gut ausgebautes Wegenetz für den Fernhandel schliessen lassen. Ihre Spurweite von 1,1 Metern könnte auf die Keltenzeit verweisen, aber auch ein mittelalterlicher Ursprung ist denkbar: Am Aufstieg von Albisrieden zum Üetliberg ist der Waldboden von zahlreichen Hohlwegen zerfurcht. Besonders dicht liegen solche Spuren in einem mehrere hundert Meter breiten Wegsystem zwischen Albisrieden und Hueb. Bei Ringlikon steigen verschiedene weitere Hohlwege parallel gegen den Üetliberg hin an. Das Spurenfeld dehnt sich über die ganze Breite des relativ sanft ansteigenden Rückens zwischen der Waldegg und der Bergstation der Uetlibergbahn aus. Das Hohlwegsystem überzieht praktisch den ganzen nördlichen Rücken des Üetlibergs.

## Bezüge zu weiteren Fundorten
Ein Zusammenhang der Höhensiedlung (Akropolis) auf dem Uetliberg mit dem seit 1997 erforschten Oppidum Lindenhof aus dem 1. Jahrhundert v. Chr. darf vermutet werden. Beide Siedlungen scheinen nicht zu den zwölf auf schweizerischem Gebiet beschriebenen Oppida in Cäsars De bello Gallico zu gehören, dürften aber von überregionaler Bedeutung gewesen sein.
Eine Auflassung im Verlauf des Gallischen Kriegs respektive Datierung der Besiedlungsgeschichte um die Zeitenwende ist bislang offen.